# Burnett County
Burnett County is een van de 72 county's in de Amerikaanse staat Wisconsin.
De county heeft een landoppervlakte van 2.128 km² en telt 15.674 inwoners (volkstelling 2000). De hoofdplaats is Siren.

## Geografie
Volgens het U.S. Census Bureau, omvat de county een totale oppervlakte van 2279,19 km², waarvan 153 km² (6.69%) water is.

### Nabije counties
- Douglas County – noordoost
- Washburn County – oost
- Barron County – zuidoost
- Polk County – zuid
- Chisago County (Minnesota) – zuidwest
- Pine County (Minnesota) – west

### Belangrijkste autowegen
| - Highway 87 (Wisconsin) - Highway 35 (Wisconsin) | - Highway 70 (Wisconsin) - Highway 77 (Wisconsin) - Highway 48 (Wisconsin) |

### Nationaal beschermd gebied
- Saint Croix National Scenic Riverway (deels)

## Gemeenten en dorpen

### Gemeenten
- Grantsburg
- Siren
- Webster

### Dorpen
| - Anderson - Blaine - Daniels - Dewey | - Jackson - La Follette - Lincoln - Meenon | - Oakland - Roosevelt - Rusk - Sand Lake | - Scott - Swiss - Trade Lake - Union | - Webb Lake - West Marshland - Wood River |

### Gehuchten
- Alpha
- Bashaw
- Benson
- Branstad
- Coomer
- Danbury
- Falun
- Four Corners
- Gaslyn
- Hertel
- Lind
- Oakland
- Pole Cat Crossing (deels)
- Randall
- Riverside
- Timberland
- Trade Lake
- Trade River
- Webb Lake
- Woodland Corner
- Yellow Lake

Adams County · Ashland County · Barron County · Bayfield County · Brown County · Buffalo County · Burnett County · Calumet County · Chippewa County · Clark County · Columbia County · Crawford County · Dane County · Dodge County · Door County · Douglas County · Dunn County · Eau Claire County · Florence County · Fond du Lac County · Forest County · Grant County · Green County · Green Lake County · Iowa County · Iron County · Jackson County · Jefferson County · Juneau County · Kenosha County · Kewaunee County · La Crosse County · Lafayette County · Langlade County · Lincoln County · Manitowoc County · Marathon County · Marinette County · Marquette County · Menominee County · Milwaukee County · Monroe County · Oconto County · Oneida County · Outagamie County · Ozaukee County · Pepin County · Pierce County · Polk County · Portage County · Price County · Racine County · Richland County · Rock County · Rusk County · Sauk County · Sawyer County · Shawano County · Sheboygan County · St. Croix County · Taylor County · Trempealeau County · Vernon County · Vilas County · Walworth County · Washburn County · Washington County · Waukesha County · Waupaca County · Waushara County · Winnebago County · Wood County